# ۱و۴-دی‌اکسان در محصولات بهداشتی نوزاد و مادر
۱و۴-دی‌اکسان (انگلیسی: 1,4-Dioxane) یک ترکیب آلی و مایعی بی‌رنگ و بی‌بو است که به‌طور ناخواسته در فرایند ساخت برخی مواد اولیه مانند سدیم لورث سولفات (SLES) و دیگر مواد شوینده اتیوکسیله تولید می‌شود. این ماده یک آلاینده ثانویه است و در لیست مواد احتمالاً سرطان‌زا برای انسان قرار دارد.

## حضور در محصولات بهداشتی
دی‌اکسان معمولاً در ترکیبات شوینده، شامپو کودک، صابون مایع، کرم شست‌وشو و فوم بهداشتی بانوان یافت می‌شود، نه به‌عنوان ماده اصلی بلکه به‌عنوان ناخالصی فرآیند. این آلودگی معمولاً در نتیجه واکنش اتیوکسیلاسیون در تولید شوینده‌ها رخ می‌دهد.

## اثرات بر سلامت نوزاد و مادر
نوزادان، کودکان و زنان باردار به دلیل عملکرد ناقص سیستم‌های سم‌زدایی بدن، در برابر این ترکیب حساس‌ترند. تحقیقات نشان داده‌اند که تماس مکرر با دی‌اکسان می‌تواند موجب:
- تحریک پوست و چشم در نوزادان شود
- افزایش خطر سرطان کبد و کلیه در مواجهه طولانی‌مدت حیوانی
- نگرانی‌هایی درباره عبور از جفت و تأثیر بر جنین در دوران بارداری ایجاد کند[۲]

## محدودیت‌های قانونی و استانداردها
- سازمان جهانی بهداشت (WHO) و آژانس حفاظت محیط زیست آمریکا (EPA) دی‌اکسان را به‌عنوان «احتمالاً سرطان‌زا برای انسان» طبقه‌بندی کرده‌اند.
- در اتحادیه اروپا و کانادا، محدودیت‌های سخت‌گیرانه‌تری برای میزان دی‌اکسان باقی‌مانده در محصولات وجود دارد.
- در ایران، محصولات بهداشتی دارای مجوز سازمان غذا و دارو باید فاقد ناخالصی‌های خطرناک از جمله دی‌اکسان باشند.

## انتخاب آگاهانه توسط مصرف‌کنندگان
برای مادران باردار، شیرده و خانواده‌هایی با نوزاد، انتخاب محصولات با فرمولاسیون **فاقد دی‌اکسان** بسیار حیاتی است. محصولاتی که:
- از مواد اتیوکسیله مانند SLES استفاده نمی‌کنند
- فرآیند تولید پاک‌تری دارند
- دارای تاییدیه‌های بین‌المللی یا داخلی ایمنی هستند

... گزینه‌های ایمن‌تری محسوب می‌شوند.

## جایگزین‌های ایمن
بسیاری از برندهای مراقبت کودک امروزه به‌طور کامل از ترکیبات مشکوک به آلودگی دی‌اکسان پرهیز می‌کنند. استفاده از شوینده‌های پایه گیاهی، بدون سولفات و فاقد ترکیبات PEG، انتخاب‌هایی ایمن‌تر برای پوست حساس کودک و دوران بارداری است.